# Michael Schuhmacher
Michael Schuhmacher (* 20. August 1957 in Ludwigshafen) ist ein ehemaliger deutscher Fußballspieler.

## Karriere
Über die Stationen Alemannia Maudach und Ludwigshafener SC kam Michael Schuhmacher 1978 zum 1. FC Kaiserslautern in die Bundesliga. Am 17. Februar 1979 gegen Hertha BSC gab er sein Debüt in der höchsten deutschen Spielklasse. In seinen ersten zwei Saisons beim FCK wurde er insgesamt 23-mal eingesetzt und danach für die Saison 1980/81 an Borussia Mönchengladbach ausgeliehen. Nach seiner Rückkehr auf den Betzenberg kam er in der Hinrunde 1981/82 nur zweimal zum Einsatz, sodass er in der Winterpause zu Bayer 05 Uerdingen in die 2. Bundesliga wechselte. Hier erkämpfte er sich einen Stammplatz und stand mit dem Verein am Saisonende 1982/83 auf dem Relegationsplatz drei. Uerdingen setzte sich gegen den Erstligisten FC Schalke 04 durch und Schuhmacher steuerte im Rückspiel (1:1) ein Tor bei. Der Spieler blieb aber in der zweiten Liga, indem er zur SG Wattenscheid 09 ging. Mit Wattenscheid spielte er meist in der unteren Tabellenhälfte und verließ den Verein nach einer Saison wieder.
Der Oberligist 1. FSV Mainz 05 war seine nächste Station. Mit Mainz wurde Schuhmacher 1984 Südwestpokalsieger und stieg 1988 und 1990 in die 2. Bundesliga auf. Nach dem zweiten Aufstieg konnten sich die Rheinhessen in der zweiten Liga halten. Michael Schuhmacher, der stets zum Stammpersonal in Mainz gehörte, nahm 1993 nach neun Jahren Abschied und ließ seine Karriere beim Verbandsligisten SpVgg Ingelheim ausklingen. Für den FSV bestritt er insgesamt 446 Spiele (59 Tore), davon 302 Ligaspiele (30 Tore).

## Statistik
| Liga               | Spiele (Tore) |
| ------------------ | ------------- |
| Bundesliga (I)     | 044 0(2)      |
| 2. Bundesliga (II) | 205 (13)      |
| Oberliga (III)     | 161 (21)      |
| Wettbewerb         |               |
| DFB-Pokal          | 011 0(2)      |

## Nach der Karriere
Während seiner Zugehörigkeit zum 1. FC Kaiserslautern absolvierte er eine Ausbildung zum Bankkaufmann. In seiner späteren Spielerlaufbahn arbeitete Schuhmacher bis 2012 für den Außendienst der Firma Warsteiner und ist seitdem im Vertrieb bei verschiedenen Firmen tätig.
Er lebt heute in Ludwigshöhe und besucht häufig Spiele des 1. FSV Mainz 05. Seit 2017 ist er Mitglied des Aufsichtsrates bei Mainz 05.